# Carl Bosch
Carl Bosch (født 27. august 1874 i Köln, død 26. april 1940 i Heidelberg) var en tysk kemiker, ingeniør og modtager af nobelprisen i kemi. Han var en pioner inden for sit felt af industriel højtrykskemi og grundlægger af IG Farben, der på et tidspunkt var det største kemifirma i verden.

## Opvækst og uddannelse
Bosch blev født Köln, Tyskland, som søn af en succesfuld gas og vvs-leverandør. Hans onkle Robert Bosch var med til banebrydende udvikling af tændrøret. Carl studerede på den Tekniske Højskole i Charlottenburg (i dag Technische Universität Berlin) og Universität Leipzig fra 1892-1898, da han ville forsøge sig med en karriere inden for metallurgi eller kemi.

## Karriere
Bosch gik på Leipzigs Universitet, hvor han studerede under Johannes Wislicenus. Han fik en doktorgrad i 1898 for sin forskning i organisk kemi. Han fik et job på BASF i 1899, som på dette tidspunkt var Tysklands største kemi- og farvefirma. Fra 1909 til 1913 opskalerede han Fritz Habers metode til at fiksere nitrogen ved at bruge højtrykskemi, fra laboratorieskala til en vigtig industriel proces til at producere megatons gødning og sprængstoffer. Det fuldt udviklede system kaldes Haber-Bosch-processen. Han var opfinderen af denne proces. Hans opgave var få denne proces til at fungere i stor industriel skala. Han måtte konstruere en fabrik og apparatur, som fungerede under højt grastryk og høje temperaturer. Derudover var der flere andre udfordringer som at fremstille en sikker højovn, der fungerede under højt tryk, og at udvikle en billig og sikker måde til rense og forarbejde gassen. Da processen var færdig, var det muligt at producere store mængder ammoniak, som kunne bruges industrielt og i landbruget. Produktionen for hele verdens landbrug steg med den betydeligt lettere tilgang til ammoniak. Processen var til fremstilling af hydrogen i produktionsskala ved at lede en blanding af damp og vand over en katalysator ved høj temperatur. Efter 1. verdenskrig videreudviklede Bosch højtryksteknikker til produktion af syntetisk brændstof og methanol. I 1925 var Bosch en af grundlæggerne af IG Farben, som han også var den første direktør for, og fra 1935 var han formand. Han modtog Siemens-Ringen i 1924 for sit arbejde med anvendt forskning, og for sin støtte til grundforskning. I 1931 modtog han Nobelprisen i kemi for at introducere høtrykskemi. I dag er producerer Haber-Bosch processen 100 millioner tons nitrogengødning hvert år.

## Privatliv
Bosch, der var en kritiker af mange nazipolitikker, blev gradvist frataget sin høje stillinger, efter Hitler blev forbundskansler, og udviklede alkoholisme. Han døde i Heidelberg d. 26. april 1940, hvor han også er begravet.

## Eftermæle
Haber–Bosch processen bruger i dag mere en en procent af menneskehedens samlede energiproduktion og er ansvarlig for føde til omkring en tredjedel af verdens befolkning. I gennemsnit kommer halvdelen af nitrogenen i menneskekroppen fra syntetisk fikserede nitrogenkilder, som er et produkt af Haber-Bosch processen. Bosch var en ivrig samler af insekter, mineraler og ædelstene. Hans samling af meteoritter og andre mineraler var udlånt til Yale University og blev til sidst købt af Smithsonian Institution. Han var også amatørastronom med et veludstyret privat observatorium. Asteroiden 7414 Bosch er navngivet til hære for Bosch.
Sammen med Fritz Haber blev Carl Bosch valgt som den The Most Popular Chemical Engineers Ever af TCE Magazines læsere.
Haber-Bosch processen, der muligvis er den bedst kendte kemiske proces i verden, der fikserer nitrogen fra luften og omdanner den til ammoniak, spiller med i Den Grønne Revolution som har skabt fødegrundlag for verdens voksende befolkning.
Bosch vandt også utallige pricer inklusive et æresdoktorat på Techishule in Karlsruhe (1918), Gesellschaft Deutscher Chemikers Liebig Memorial Medal sammen med Bunsen Medal fra German Bunsen Society, Siemens Ringen og Golden Grashof Memorial medal fra VDI. I 1931 modtog han Nobelprisen i kemi for sine bidrag til opfindelse af kemiske højtryksprocesseor. Han modtog også Exner medaljen fra Austrian Trade Association og Carl Lueg Memorial Medal. Desuden var Bosch medlem af forskellige tyske og udenlandske kemiske selskaber, formand for Kaiser Wilhelm Society, som han blev præsident for i 1937.